# Soubakaniédougou
Soubakaniédougou är en ort i Burkina Faso.   Den ligger i regionen Cascades, i den sydvästra delen av landet, 400 km sydväst om huvudstaden Ouagadougou. Soubakaniédougou ligger 338 meter över havet och antalet invånare är 9 423.
Terrängen runt Soubakaniédougou är huvudsakligen platt. Soubakaniédougou ligger uppe på en höjd. Soubakaniédougou är det största samhället i trakten. 
Omgivningarna runt Soubakaniédougou är en mosaik av jordbruksmark och naturlig växtlighet. Runt Soubakaniédougou är det ganska glesbefolkat, med 24 invånare per kvadratkilometer.